# Alfrédov
Alfrédov (či také Alfredshof) je barokní hospodářský dvůr se zámkem nedaleko Kostelce v okrese Tachov. Od 11. listopadu 1991 je areál kulturní památkou.

## Historie
Původně na místě stávala ves Všetice, ve které nechali opati z kladrubského kláštera na začátku 18. století vystavět barokní hospodářský dvůr se zámeckou budovou. Areál v roce 1825 koupil Alfred Windischgrätz, po němž je i pojmenován. Právě on se zasloužil o opravu zámku, který byl poničen požárem. Za komunistického režimu objekt sloužil jako kancelářské a skladovací prostory státního statku.
Po roce 1989 se objekt dostal do soukromého vlastnictví. Roku 2009 započala rozsáhlá rekonstrukce. Z hospodářských budov se stal hotelový resort. Zámecká budova je využívána k privátním účelům majitele.

## Popis
Obdélná patrová budova zámku má ve středu prolomené průčelí. Prostory přízemí jsou zaklenuty valenými a křížovými klenbami. Nad prvním patrem se nachází hospodářské patro, do něhož vedou malá špýcharová okénka.
V bezprostřední blízkosti se nachází golfové hřiště, budované od roku 1999.